# Oskische Sprache

Sprachgebiete im Italien des 6. Jahrhunderts v. Chr.

Oskisch war die Sprache der Samniten; sie gehörte zum oskisch-umbrischen Zweig der italischen Sprachen, die wiederum ein Zweig des Indogermanischen sind.

## Ausdehnung des Sprachgebiets
Zur Zeit seiner größten Ausdehnung vor der römischen Eroberung erstreckte sich das Sprachgebiet des Oskischen im Wesentlichen über die Südhälfte Festland-Italiens, also die Regionen Samnium, Kampanien und Lukanien; dazu kam noch das von den Mamertinern, samnitischen Söldnern, eroberte Messina in Sizilien. Durch das Oskische überschichtete ältere italische Sprachen, die ursprünglich eher mit dem Umbrischen verwandt waren, wurden im mittelitalischen Gebiet der Marrukiner, Päligner und Vestiner gesprochen.

## Textkorpus

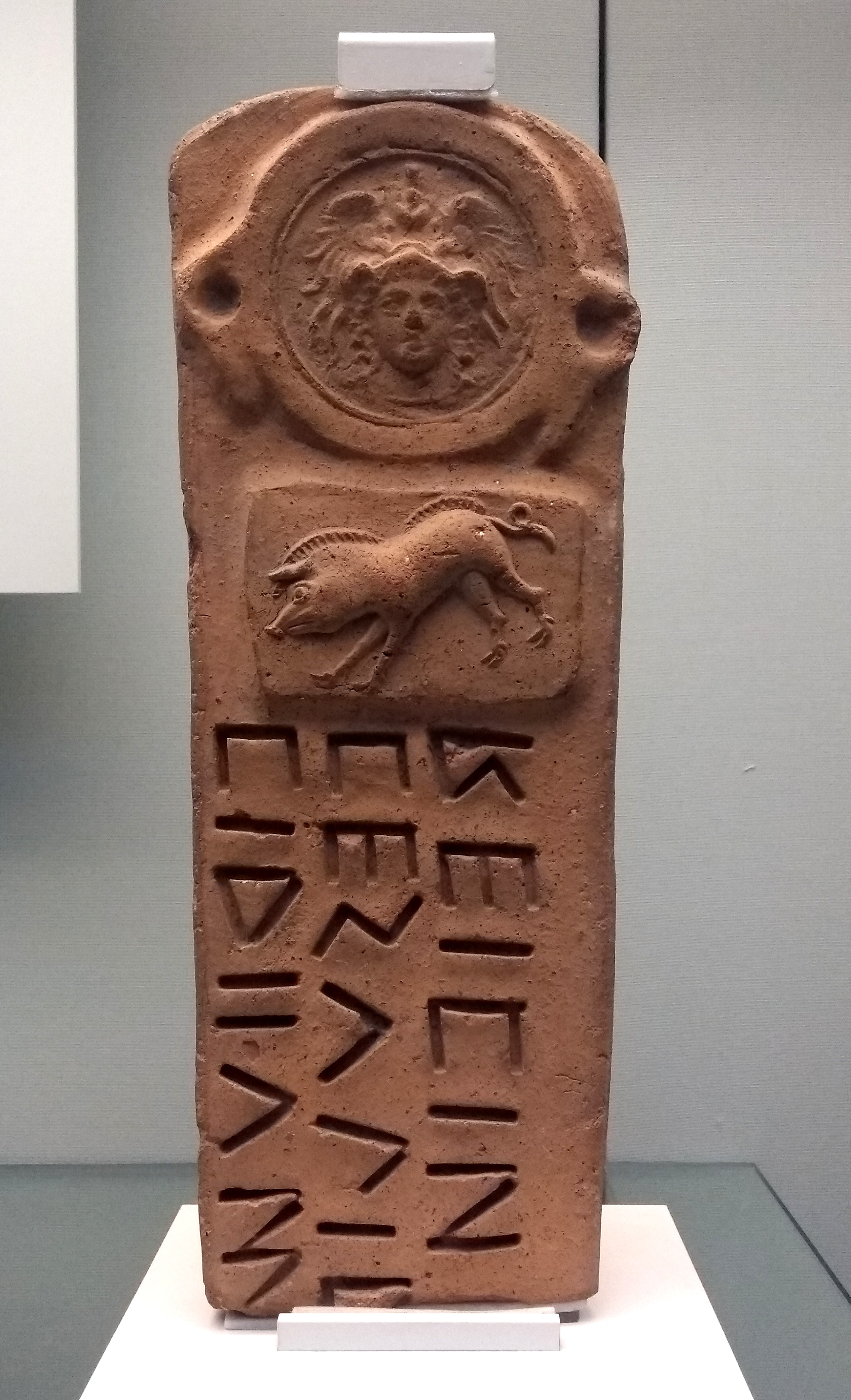
Oskischer Grenzstein eines heiligen Bezirkes bei Capua

Das Oskische ist durch 650 Inschriften bekannt. Unter ihnen sind nur vier bis fünf längere Texte; die meisten Überlieferungen bestehen aus wenigen Wörtern oder sogar nur Buchstaben.
Obwohl alle Teile des oskischen Sprachgebiets vertreten sind, stammt der größte Teil der Inschriften aus Samnium und Kampanien (dort vor allem aus Capua und Pompeji).
Es finden sich vor allem:
- Alphabetarien
- Grabinschriften
- Weihinschriften
- Bauinschriften
- offizielle Staatsverträge
- Gesetze
- Festkalender
- Besitzerinschriften auf Gefäßen
- Stempel (auf Dachziegeln)
- Fluchtäfelchen
- Graffiti

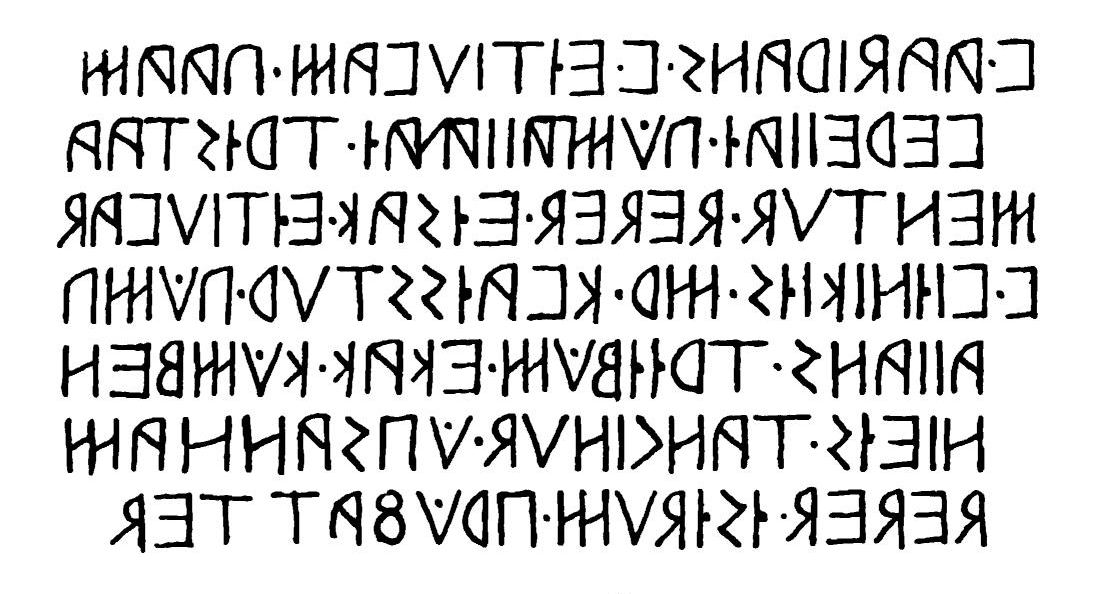
Oskische Schrift von einem Stein aus Pompeji

Da große Teile der Grammatik und des Wortschatzes unbekannt sind, gehört Oskisch zur Kategorie der Korpus- oder Trümmersprachen.

## Zeitliche Einordnung
Die ältesten Inschriften, die noch in der Sprache der eigentlichen Osker verfasst sind, stammen aus dem 6. Jahrhundert v. Chr.; das Gros der oskischen Überlieferung datiert aus dem 3. bis 1. vorchristlichen Jahrhundert. Aus Pompeji sind Wandinschriften bekannt, die erst relativ knapp vor der Zerstörung der Stadt im Jahre 79 n. Chr. verfasst worden sein müssen.
| Oskisch | Latein | Deutsch |
| --- | --- | --- |
| ekkum[svaí píd herieset trííbarak[avúm tereí púd liímítú[m] pernúm [púís herekleís fíísnú mefi[ú íst, ehtrad feíhúss pú[s herekleís fíísnam amfr et, pert víam pússtíst paí íp íst, pústin slagím senateís suveís tangi núd tríbarakavúm lí kítud. íním íúk tríba rakkiuf pam núvlanús tríbarakattuset íúk trí barakkiuf íním úíttiuf abellanúm estud. avt púst feíhúís pús físnam am fret, eíseí tereí nep abel lanús nep núvlanús pídum tríbarakattíns. avt the savrúm púd eseí tereí íst, pún patensíns, múíníkad ta[n ginúd patensíns, íním píd e[íseí thesavreí púkkapíd ee[stit a]íttíúm alttram alttr[ús h]erríns. avt anter slagím a]bellanam íním núvlanam s]úllad víú uruvú íst . edú e]ísaí víaí mefiaí teremen n]iú staíet. | Item [si quid volent] aedificare [in territorio quod limitibus tenus [quibus] Herculis fanum medium est, extra muros, qui Herculis fanum ambiunt, trans viam positum est, quae ibi est, pro finibus senatus sui sententia, aedificare liceto. Et id aedificium quod Nolani aedificaverint, et usus Nolanorum esto. Item si quid Abellani aedificaverint, id aedificium et usus Abellanorum esto. At post muros qui fanum ambi- unt, in eo territorio neque Avel- lani neque Nolani quidquam aedificaverint. At the- saurum qui in eo territorio est, cum aperirent, communi senten- tia aperirent, et quidquid in eo thesauro quandoque extat, caperent. At inter fines Abellanos et Nolanos ubique via felxa est –, in ea via media termina stant. | Ebenso können sie auf dem Gelände gegebenenfalls Bauwerke errichten, und zwar auf der abgemarkten tempelzugehörigen Fläche, aber außerhalb der Umgebungsmauern des Herakles-Tempels selbst, beiderseits der dort befindlichen Straße, vor den jeweiligen Grenzlinien [zwischen Tempelbezirk und den beiden Gemeinden] mit Genehmigung des jeweils zuständigen Senats. Ein Gebäude, das die Nolaner bauen, dürfen die Nolaner auch [allein] nutzen, und ebenso dürfen die Abellaner ein von ihnen errichtetes Gebäude ausschließlich nutzen. Aber innerhalb der Umfassungsmauern des Heiligtums dürfen weder die Abellaner noch die Nolaner irgendetwas bauen. Das Schatzhaus, das innerhalb dieses [engeren] Tempelbereichs liegt, dürfen beide Seiten nur nach einem gemeinsamen Beschluß öffnen. Alles, was irgendwann einmal in diesem Schatzhaus gelagert sein wird, gehört beiden Seiten zu gleichen Teilen. Ferner dient zwischen dem Gebiet der Nolaner einerseits und dem der Abellaner andererseits die Straße überall als gemeinsame Grenze. Die Grenzsteine stehen in ihrer Mitte. |

## Lautsystem

### Vokale
Das Oskische unterschied sechs einfache Vokale, davon zwei gerundete (/u/, /⁠ɔ⁠/) und vier ungerundete (/i/, /e/, /⁠ɛ⁠/, /a/), von denen außer /⁠ɔ⁠/ und /⁠ɛ⁠/ alle auch gelängt vorkommen. Die offeneren Vokale können sich mit nachfolgendem /i̯/ oder /u̯/ zu den insgesamt fünf Diphthongen /ɛi̯/, /ai̯/, /au̯/, /ɔi̯/ und /ɔu̯/ verbinden.
Die Langvokale werden öfters durch Doppelschreibung ausgedrückt, zum Beispiel: NIIR /nēr/ = gr. ἀνήρ anḗr ‚Mann‘, TR꜔STAAMENTVD /trestāmɛntɔd/ ≈ lat. testāmentō. Aus der Verteilung dieser Schreibungen wird darauf geschlossen, dass ererbte Vokallänge außer vor Nasal nur in der jeweils ersten Silbe eines Wortes erhalten geblieben ist, und dass zur Zeit der Kürzung der übrigen Langvokale, die auf den Zeitraum zwischen 450 und 350 v. Chr. angesetzt wird, der Wortakzent auf diesen ersten Silben gelegen haben muss, was auch für das zeitgenössische Latein angenommen wird. Neben die ererbten Längen treten später neue, durch Ersatzdehnung entstandene Langvokale (zum Beispiel SAAHTV̇M /sāhtɔm/ = lat. sānctum ‚heilig, geweiht‘).

### Konsonanten
Das Oskische besaß je drei stimmlose und drei stimmhafte Verschlusslaute: die bilabialen /p/ und /b/, die dentalen /t/ und /d/, die velaren /k/ und /g/. Dazu kamen die Reibelaute /f/, /s/ (mit stimmhaftem Allophon zwischen Vokalen) und /h/, die Nasales /m/ und /n/, die Liquidae /r/ und /l/ sowie die Halbvokale /i̯/ und /u̯/.

### Historische Lautwandel

#### Vokalschwund und -schwächung
Der Verlust ererbter Kurzvokale findet in zwei Phasen statt: Schon vor dem 6. Jahrhundert v. Chr. schwinden zunächst allgemein in Endsilben vor auslautendem s (HV̇RZ /hɔrts/ < *gʰortos > lat. hortus ‚Garten‘; LV̇VKIS /lɔu̯kis/ ‚Lucius‘); im 4. oder späten 5. vorchristlichen Jahrhundert schwinden sie in offenen sowie in auf /s/ schließenden Binnensilben (FACTVD /faktud/ < *face-tōd > lat. facitō ‚mach!‘; MINSTREIS /minstrɛes/ < *minus-tero- ‚kleiner‘).
Nur vereinzelt und ausschließlich neben labialen Konsonanten finden sich Beispiele für einen der Binnensilbenschwächung (die typisch für das Lateinische ist) gleichenden Lautwandel, dessen Ergebnis immer ein mit dem Buchstaben V bezeichneter Laut ist: PRVPVKID < *prō-pak- ‚vorbestimmt‘, PRAEFVCVS < *prai̯-fak-, ‚vorgesetzt‘, PERTUMUM <*pert-emom.